# 佐久間＝服部方程式
佐久間＝服部方程式（さくま=はっとりほうていしき）は、完全黒体から放射された、もしくは熱放射検出器により受信された熱放射、放射束、放射パワーの量を予測するための数学モデルである。

## 歴史
1982年に佐久間史洋、小野晃、服部晋により最初に提案された。1996年、この方程式のさまざまな形式の有用性が研究された。この研究において、ほとんどの応用に最適なプランキアン形式が示された。この研究は3個以下のフィッティング変数を含む佐久間＝服部方程式の10の異なる形式に対して行われた。2008年、BIPM CCT-WG5は960℃未満の放射温度測定の不確かさバジェットにこの方程式を使用することを推奨した。

## 一般形
佐久間＝服部方程式は物体の温度に基づいて熱放射から電磁波信号を与える。信号は電磁流速であってもよいし、この放射を測定する検出器により生成される信号であってもよい。銀点[A]以下では佐久間＝服部方程式を用いた方法が提案されている。一般形は次のようになる。
{\displaystyle S(T)={\frac {C}{\exp \left({\frac {c_{2}}{\lambda _{x}T}}\right)-1}},}
ここで
| {\displaystyle C}            | スカラー係数                   |
| {\displaystyle c_{2}}        | 第2放射定数 (0.014387752 m⋅K)  |
| {\displaystyle \lambda _{x}} | 温度依存の有効波長（メートル） |
| {\displaystyle T}            | 温度（ケルビン）               |

## プランキアン形式

### 導出
プランキアン形式は次の置換により実現される。
{\displaystyle \lambda _{x}=A+{\frac {B}{T}}}
この置換を行うことで次のようなプランキアン形式の佐久間＝服部方程式が得られる。
| 佐久間＝服部方程式（プランキアン形式） | {\displaystyle S(T)={\frac {C}{\exp \left({\frac {c_{2}}{AT+B}}\right)-1}}}                                                           |
| 逆方程式                               | {\displaystyle T={\frac {c_{2}}{A\ln \left({\frac {C}{S}}+1\right)}}-{\frac {B}{A}}}                                                  |
| 1次導関数                              | {\displaystyle {\frac {dS}{dT}}=\left[S(T)\right]^{2}{\frac {Ac_{2}}{C\left(AT+B\right)^{2}}}\exp \left({\frac {c_{2}}{AT+B}}\right)} |

### ディスカッション
プランキアン形式は放射温度測定や赤外線温度測定の不確かさバジェットの計算に使用することが推奨されている。また、銀点未満の放射温度計の較正に使用することも推奨されている。
プランキアン形式はプランクの法則と類似している。
{\displaystyle S(T)={\frac {c_{1}}{\lambda ^{5}\left[\exp \left({\frac {c_{2}}{\lambda T}}\right)-1\right]}}}
ただし、佐久間＝服部方程式は低温、広帯域の放射温度測定を考える場合に非常に有用である。広いスペクトル帯域でプランクの法則を使用する場合、次のような積分を考慮する必要がある。
{\displaystyle S(T)=\int _{\lambda _{1}}^{\lambda _{2}}{\frac {c_{1}}{\lambda ^{5}\left[\exp \left({\frac {c_{2}}{\lambda T}}\right)-1\right]}}d\lambda }
この積分により不完全多重対数関数が生成されるが、この関数によりこの方程式は扱いにくくなる。標準的な数値処理では指数の幾何級数の不完全積分を展開する。
{\displaystyle \int _{0}^{\lambda _{2}}{\frac {c_{1}}{\lambda ^{5}[\exp({\frac {c_{2}}{\lambda T}})-1]}}d\lambda =c_{1}({\frac {T}{c_{2}}})^{4}\int _{c_{2}/(\lambda _{2}T)}^{\infty }{\frac {x^{3}}{\exp(x)-1}}dx}
（{\displaystyle \lambda =c_{2}/(xT)}, {\displaystyle d\lambda =-c_{2}/(x^{2}T)dx}の置換をしている。）すると、
{\displaystyle J(c)\equiv \int _{c}^{\infty }{\frac {x^{3}}{\exp x-1}}dx=\int _{c}^{\infty }{\frac {x^{3}\exp(-x)}{1-\exp(-x)}}dx=\int _{c}^{\infty }\sum _{n\geq 1}x^{3}\exp(-nx)dx}
{\displaystyle =\sum _{n\geq 1}\exp(-nc){\frac {(nc)^{3}+3(nc)^{2}+6nc+6}{n^{4}}}}
これにより、和をある桁で切り捨てることで概算値が得られる。
上で示した佐久間＝服部方程式は多くの方程式を検討した中で、放射温度計のスケールの補完に最適なフィット曲線を提供することがわかった。
反復計算をすることなく逆佐久間＝服部関数を使用することができる。これはプランクの法則の積分よりも優れている。

## 他の形式
1996年の論文では10の異なる形式が研究された。それらを実際の放射測定データに対するフィット曲線の質の高い順に以下の表に示す。
| 名称                      | 方程式                                                                                   | 帯域幅     | プランキアン |
| ------------------------- | ---------------------------------------------------------------------------------------- | ---------- | ------------ |
| 佐久間＝服部 プランク III | {\displaystyle S(T)={\frac {C}{\exp \left({\frac {c_{2}}{AT+B}}\right)-1}}}              | 狭い       | yes          |
| 佐久間＝服部 プランク IV  | {\displaystyle S(T)={\frac {C}{\exp \left({\frac {A}{T^{2}}}+{\frac {B}{2T}}\right)-1}}} | 狭い       | yes          |
| 佐久間＝服部 ヴィーン II  | {\displaystyle S(T)=C\exp \left({\frac {-c_{2}}{AT+B}}\right)}                           | 狭い       | no           |
| 佐久間＝服部 プランク II  | {\displaystyle S(T)={\frac {CT^{A}}{\exp \left({\frac {B}{T}}\right)-1}}}                | 広い・狭い | yes          |
| 佐久間＝服部 ヴィーン I   | {\displaystyle S(T)=CT^{A}{\exp \left({\frac {-B}{T}}\right)}}                           | 広い・狭い | no           |
| 佐久間＝服部 プランク I   | {\displaystyle S(T)={\frac {C}{\exp \left({\frac {c_{2}}{AT}}\right)-1}}}                | 単色       | yes          |
| New                       | {\displaystyle S(T)=C\left(1+{\frac {A}{T}}\right)-B}                                    | 狭い       | no           |
| ヴィーン                  | {\displaystyle S(T)=C\exp \left({\frac {-c_{2}}{AT}}\right)}                             | 単色       | no           |
| 有効波長 – ヴィーン       | {\displaystyle S(T)=C\exp \left({\frac {-A}{T}}+{\frac {B}{T^{2}}}\right)}               | 狭い       | no           |
| べき指数                  | {\displaystyle S(T)=CT^{A}}                                                              | 広い       | no           |